# Paolo Longo Borghini
Paolo Longo Borghini (Asiago, provincia de Vicenza, 10 de diciembre de 1980) es un exciclista profesional italiano. 
Fue profesional desde 2004, cuando debutó con el equipo Vini Caldirola. En 2011 fichó por el Liquigas-Cannondale, equipo en el que permaneció  hasta la temporada 2014, año en que decidió poner fin a su carrera debido a la desaparición de este.
Es hermano de la también ciclista profesional Elisa Longo Borghini.

## Palmarés
2006
- Gran Premio Nobili Rubinetterie

## Resultados en Grandes Vueltas
| Carrera | Carrera         | 2004 | 2005 | 2006 | 2007  | 2008 | 2009  | 2010 | 2011  | 2012  | 2013 | 2014  |
| ------- | --------------- | ---- | ---- | ---- | ----- | ---- | ----- | ---- | ----- | ----- | ---- | ----- |
|         | Giro de Italia  | —    | —    | —    | —     | —    | 113.º | —    | —     | 108.º | 67.º | 99.º  |
|         | Tour de Francia | —    | —    | —    | 124.º | Ab.  | —     | —    | 126.º | —     | —    | —     |
|         | Vuelta a España | —    | —    | —    | —     | —    | —     | —    | —     | —     | 89.º | 101.º |

―: no participa

Ab.: abandono

## Equipos
- Vini Caldirola (2004)
- Team Barloworld-Valsir (2005)
- Ceramica Flaminia (2006)[3]
- Barloworld (2007-2009)
  - Barloworld (2007-2008)
  - Barloworld-Bianchi (2007-2008)
- ISD-Neri (2010)
- Liquigas/Cannondale (2011-2014)
  - Liquigas-Cannondale (2011-2012)
  - Cannondale Pro Cycling (2013)
  - Cannondale (2014)